# Садовая улица (Таруса)
Садовая улица — улица в исторической части города Таруса. Проходит от склонов русла реки Таруса вдоль безымянного оврага к проезду с Пролетарской на Сиреневую улицу. Протяжённость улицы составляет 1066 метров.

## История
Начала складываться в начале ХХ века на городской окраине позже современной Пролетарской улицы. Название Садовая носила в то время современная улица Прончищева (в советское время бывшая улицей Володарского).
Здесь, «на посаде», непосредственно на территории Старого Тарусского городища или примыкая к нему, согласно историческим документам находилась несохранившаяся до ныне церковь Георгия (Егория) Страстотерпца «строения священника Куприяна». По описанию 1625/26 годов она уже тогда стояла «без пенья», территорией владел (без документальных на то оснований) подьячий Иван Куприянов. Возможно (такого мнения придерживался Д. Яхонтов, это была древнейшая церковь Тарусы (он относил её строительство ко временам Тарусского княжества).
В 1960—1970-е годы дом Голышевых-Оттенов на Садовой улице был своеобразным диссидентским центром, здесь в разное время гостили Иосиф Бродский (единственный из всех писавших тут литераторов полностью проигнорировал сам город Тарусу), Надежда Мандельштам, Ариадна Эфрон, Александр Гинзбург
Дома улицы попадают под включение в городскую программу по сохранению архитектурного облика исторической части города.

## Достопримечательности
Городское кладбище, где захоронены многие знаковые для отечественной культуры личности, популярный туристический маршрут

## Известные жители
Фрида Вигдорова
Николай Оттен
Виктор Голышев